# Myrcia chapadensis
Myrcia chapadensis är en myrtenväxtart som beskrevs av Spencer Le Marchant Moore. Myrcia chapadensis ingår i släktet Myrcia och familjen myrtenväxter. Inga underarter finns listade i Catalogue of Life.